# 潘翰疆
潘翰疆（1967年9月2日—），樹黨主席，長期積極參與環保運動與社會運動，關注各類環保議題，其中特別關注樹木保護運動。2014年與其胞弟潘翰聲組成樹黨。

## 護樹行動

### 江翠護樹
2013年3月28日，新北市政府遷移板橋區江翠國中內有數十年歷史的老榕樹32株，引發愛樹人士不滿，潘翰疆、潘翰聲與王鐘銘等人與社區居民組成江翠護樹志工團進行護樹運動。過程中，潘翰疆爬上榕樹，在樹上居住12天，隨後遭警方強制送醫。潘翰聲與王鐘銘在運動中遭到逮捕。

### 松菸護樹
2014年4月24日，台北市光復南路靠近忠孝東路口的202棵行道樹，為配合松菸大巨蛋工程，進行「移植」作業。引發居民嚴重抗爭行動，遠雄集團所聘僱之工程人員以強硬手法拔除老樹，潘翰疆代表台灣護樹團體聯盟負責當發言人帶領居民以及聲援人群展開護樹活動。（參考遠雄臺北大巨蛋移樹爭議）

### 萬華公宅護樹案
2017年7月，召開記者會，要求台北市政府及都發局長在實施都市計畫時，須依照「台北市樹木保護自治條例」，配合綠地、老樹保存，不可粗暴移植。以台北市萬華青年公宅砍樹案為例，期許政府在規劃社會住宅時，可以兼顧居住品質與老樹生態保育。

### 蘆竹五酒桶山護樹案
2017年12月，抗議桃園市政府為了興建公園，破壞原有生態豐富的五酒桶山。質疑桃園市政府未訂樹保法，沿用較寬鬆的中央森林法。

### 正隆都更護樹案
2018年3月，參與位於杭州南路、濟南路口的商二特都更案護樹活動，與當地居民及護樹團體共同組成《幸町百年老樹聯盟》，為召集人，保護開發案內的百年的老榕樹 (樹徑達240公分，遠高於森林法國定保護樹木標準150公分)。
抗議主導開發的正隆公司，於開發期間內任意建商大幅違法修剪老榕、施工時未做樹木保護措施，導致老榕樹根嚴重撕裂傷。同時也至林務局前抗議，要求依法裁罰建商。同時望抗議文化局沒善盡裁罰的義務，控訴移植公聽會不公開透明，未來需依森林法相關法定流程召開說明會、公聽會，創造環境可與建築共存共榮的生活空間。